# Run and Gun
Run and Gun - B-Ball Show Time (noto in Giappone come Slam Dunk - B-Ball Show Time) è un videogioco di pallacanestro pubblicato nel 1993 dalla Konami.
Uscito nell'anno di NBA Jam della Midway Games, che fu senza dubbio il primo videogioco di pallacanestro arcade di grande successo, Run and Gun si contrappone all'irreale spettacolarità del titolo statunitense come una riuscita simulazione di pallacanestro, ricca di dettagli e dalla buona giocabilità ed intelligenza artificiale; lo scarso successo del prodotto probabilmente è figlio della minor spettacolarità del gioco se confrontato a titoli rivali degli anni 90, a favore di un realismo senza precedenti nei videogiochi di basket.

## Modalità di gioco
Il gioco prevede l'utilizzo di un controllo multidirezionale e di tre pulsanti tramite i quali si ha a disposizione una vasta gamma di soluzioni per ogni fase del gioco: con il pulsante A in fase di attacco (possesso palla) si effettua un tiro a canestro e in fase di difesa (palla all'avversario) si effettua un tentativo di stoppata o si cerca di catturare un rimbalzo, con il pulsante B in fase di attacco si passa la palla al compagno indicato dal cursore (mentre il giocare che si controlla ha una luminosità maggiore rispetto ai compagni di squadra) e in difesa si tenta di rubare palla all'avversario, con il pulsante C in attacco si sposta il cursore del compagno al quale passare la palla e in difesa si cambia il giocatore da controllare.
Le giocate a disposizione sono molte e vengono di volta in volta spiegate nell'intervallo tra un quarto e l'altro delle partite: è infatti possibile tirare in elevazione, schiacciare a canestro, fintare il tiro, fintare una schiacciata per concludere in lay-up o per passare la palla ad un compagno, concludere un rimbalzo riuscito con un tap-in, tirare in fade-away, effettuare un alley-oop, sfruttare un compagno per un pick and roll ed altro ancora.
Il gioco è incentrato sul play-off NBA con squadre che richiamano per colori sociali, caratteristiche estetiche e qualitative dei giocatori, città e logo le reali squadre NBA del tempo, ma per motivi di diritti le squadre stesse presentano solamente il nome della città (ad esempio i Golden State Warriors sono presenti sotto il nome di Oakland e gli Utah Jazz come Salt Lake City) e nessun play-off dell'NBA ha mai presentato esattamente le 16 squadre presenti nel gioco.
Sono presenti cinque giocatori per squadra (a differenza di altri titoli del tempo che presentavano meno giocatori) indicati nei loro ruoli e che presentano le caratteristiche tipiche del loro ruolo; ad esempio il playmaker è basso e veloce, la guardia tiratrice è veloce e abile nel tiro dalla distanza, il centro è grosso, lento e in fase di schiacciata o di rimbalzo ha la meglio sulle guardie avversarie spingendoli. Ogni giocatore di ogni singola squadra ha una valutazione generale della sua abilità visibile al momento della scelta della squadra sotto forma di barra colorata.
Una partita è divisa in quattro quarti e se al termine di un quarto non si è in vantaggio la partita termina e si ha la possibilità, con un nuovo credito, di continuare con il quarto (o tempo supplementare) successivo.
È presente anche una telecronaca del match in lingua inglese nella quale il commentatore nomina le squadre e ha un set di commenti utilizzati per le singole azioni, dalla stoppata al tiro da tre punti, dall'alley-oop al tiro in fade-away. Alcuni canestri vengono fatti rivedere con un replay al rallentatore.

## Squadre selezionabili

### Western Conference
Utah Jazz (come Salt Lake City)
 G.S. Warriors (come Oakland)
 Seattle S.Sonics (come Seattle)
 Phoenix Suns (come Phoenix)
 L.A. Lakers (come L.A.)
 Houston Rockets (come Houston)
 Portland T. Blazers (come Portland)
 San Antonio Spurs (come San Antonio)

### Eastern Conference
Chicago Bulls (come Chicago)
 Orlando Magic (come Orlando)
 N.Y. Knicks (come New York)
 Atlanta Hawks (come Atlanta)
 Boston Celtics (come Boston)
 Detroit Pistons (come Detroit)
 Charlotte Hornets (come Charlotte)
 Cleveland Cavaliers (come Cleveland)

## Porting
Nel 1995 venne realizzato un porting del gioco per Super Nintendo con il nome NBA Give 'N Go.
Il gioco presentava notevoli miglioramenti, portandolo ad essere sempre più una vera simulazione di pallacanestro: vennero aggiunti i falli e i tiri liberi, nonché tutto il roster delle squadre NBA con i giocatori reali, con varie caratteristiche per ogni giocatore (valore di tiro, passaggio, ...) e la possibilità di effettuare sostituzioni; di contro peccava in fatto di fluidità degli sprite e la difficoltà del gioco era eccessivamente bassa.

## Sequel
- Run and Gun (1993)
- Run and Gun 2 (1996)
- NBA Play by Play (1998)

## Curiosità
- Durante la fase di selezione della squadra da utilizzare è presente come BGM il loop di percussioni che apre il noto brano We Will Rock You dei Queen.